# Camarga

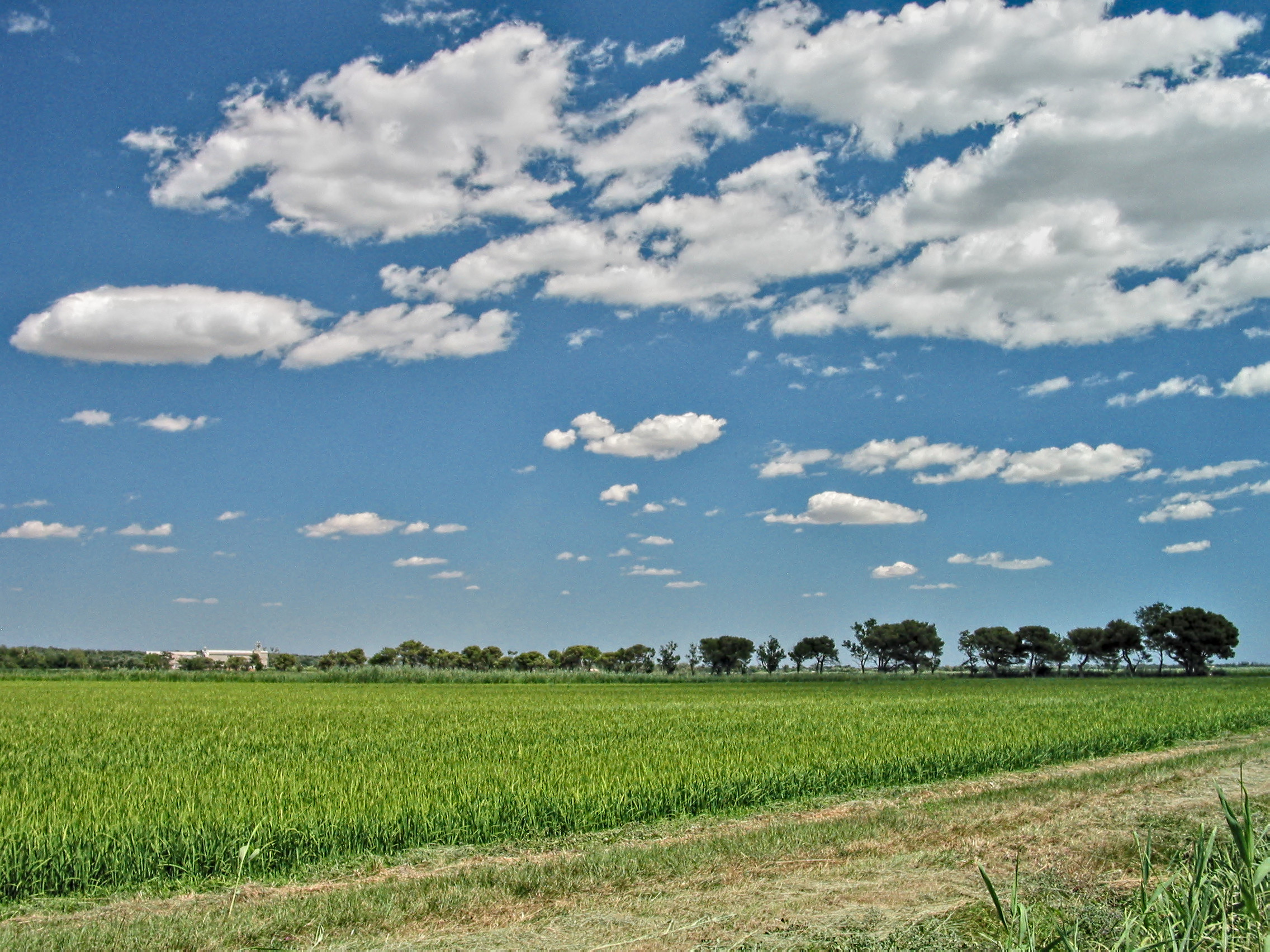
Campo de trigo na Camarga

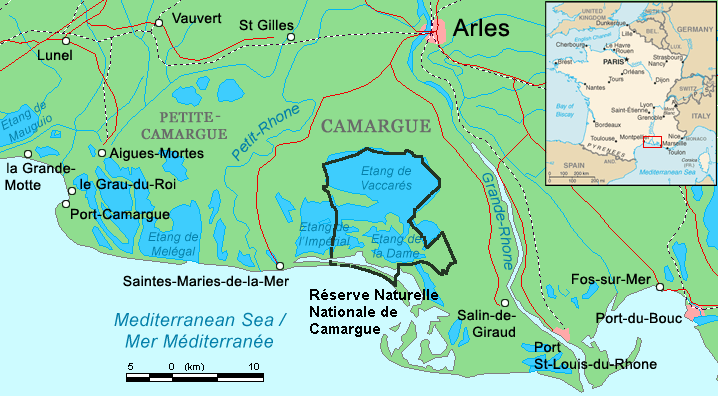
Mapa da Camarga

A Camarga (em francês:  Camargue; Camarga em occitano provençal segundo a norma clássica, Camargo segundo a norma mistraliana) é uma região natural do sul da França. Se localiza a oeste da Provença e a sul da cidade de Arles. Administrativamente, pertence aos departamentos de Bouches-du-Rhône e Gard.
A Camarga estende-se entre os dois braços principais do delta do rio Ródano (o "Petit-Rhône" e o "Grand-Rhône") e a costa mediterrânica. A sua área total é de cerca de 750 km2, chegando a leste à planície de Crau, a oeste até Aigues-Mortes e a norte até Beaucaire.
Este território, formado por areias e cascalho, encontra-se salpicado de lagoas. Atualmente, é terreno fértil, graças à construção de diques e equipamentos de rega. Há viticultura, cultivo de fruta e de arroz. A pecuária é abundante, com criação de cavalos e reses bravas, os famosos "touros da Camarga".
A Camarga é uma zona húmida de importância internacional, com a maior população de flamingo da Europa. Estas aves emigram no inverno para sul, e muitas passam a estação mais fria em Marrocos, em zonas húmidas de importância como a foz do rio Moulouya, o mar Chica ou o Parque Nacional de Souss-Massa.
Está catalogada como grand site national da França.